# Mallika Chabba
Mallika Chabba   (Prayagraj, 17 de juny de 1985) és una pintora índia.

## Biografia
Mallika va créixer a la ciutat de Dehradun, situada al nord de l'Índia, en una vall a la falda de la serralada de l'Himàlaia. Va començar a pintar des de molt jove amb l'ambició de convertir-se en una artista experimentada. Mallika va assistir al Government College of Fine Art, Chandigar, on es va especialitzar com a escultora. Va completar la universitat amb una llicenciatura en belles arts, després de la qual cosa es va traslladar a Nova Delhi per unir-se al Indian National Trust for Art and Cultural Heritage (INTACH). Mallika va aprendre la restauració d'art mentre treballava en pintures a l'oli del segle xviii. Va continuar pintant i va fer la seva primera exposició individual per al grup benèfic Child Health and Welfare Foundation.
Chabba va contribuir al grup "Bollywood art project" que està transformant les parets de Bombai en colorides obres d'art. També ha realitzat una pintura exclusiva per a la pel·lícula BAKRA de Bollywood titulada The Divine Goat.

## Exposicions
| Any  | Galeria                                                                                                | ciutat      | País  |
| ---- | --- | ----------- | ----- |
| 2006 | Exposició d'Art de l'Acadèmia Lalit Kala                                                               | Chandigarh  | Índia |
| 2009 | Exposició individual 'Potpourri' a l'Hotel Claridges                                                   | Surajkund   | Índia |
| 2009 | Exposició benèfica per a la Fundació per a la salut i el benestar infantil                             | Noida       | Índia |
| 2010 | Ethereal Exposició col·lectiva al Museu d'Art                                                          | Chandigarh  | Índia |
| 2010 | Exposició col·lectiva Amalgamation a la galeria d'art Shihan Hussaini                                  | Chennai     | Índia |
| 2010 | The Art Conspiracy Festival for Artistic Revolution. The art Loft, Bandra west                         | Bombai      | Índia |
| 2011 | Exposició col·lectiva Disart'                                                                          | Noida       | Índia |
| 2011 | Pintura en directe, a Emaho. Travellers Meet, Cafè 1947                                                | Vell Manali | Índia |
| 2011 | "Unwritten thougts" (pensaments no escrits) Exposició col·lectiva al Chandigarh Museum and Art Gallery | Chandigarh  | Índia |
| 2013 | Portada i il·lustracions de llibres de poesia de Sandeep Singh IA&AS                                   | Dehradun    | Índia |
| 2016 | Exposició col·lectiva Aura Art Gallery                                                                 | Chandigarh  | Índia |
| 2017 | Directora d'art i disseny de decorats per a una producció d'arts escèniques "Parsley Square"           | Chandigarh  | Índia |
| 2018 | Exposició individual Light In The Shadows Jaipur Marriott.                                             | Jaipur      | Índia |
| 2018 | Directora d'art i escenografia per a una producció d'arts escèniques Akela al teatre Tagore.           | Chandigarh  | Índia |